# Geschichts-App

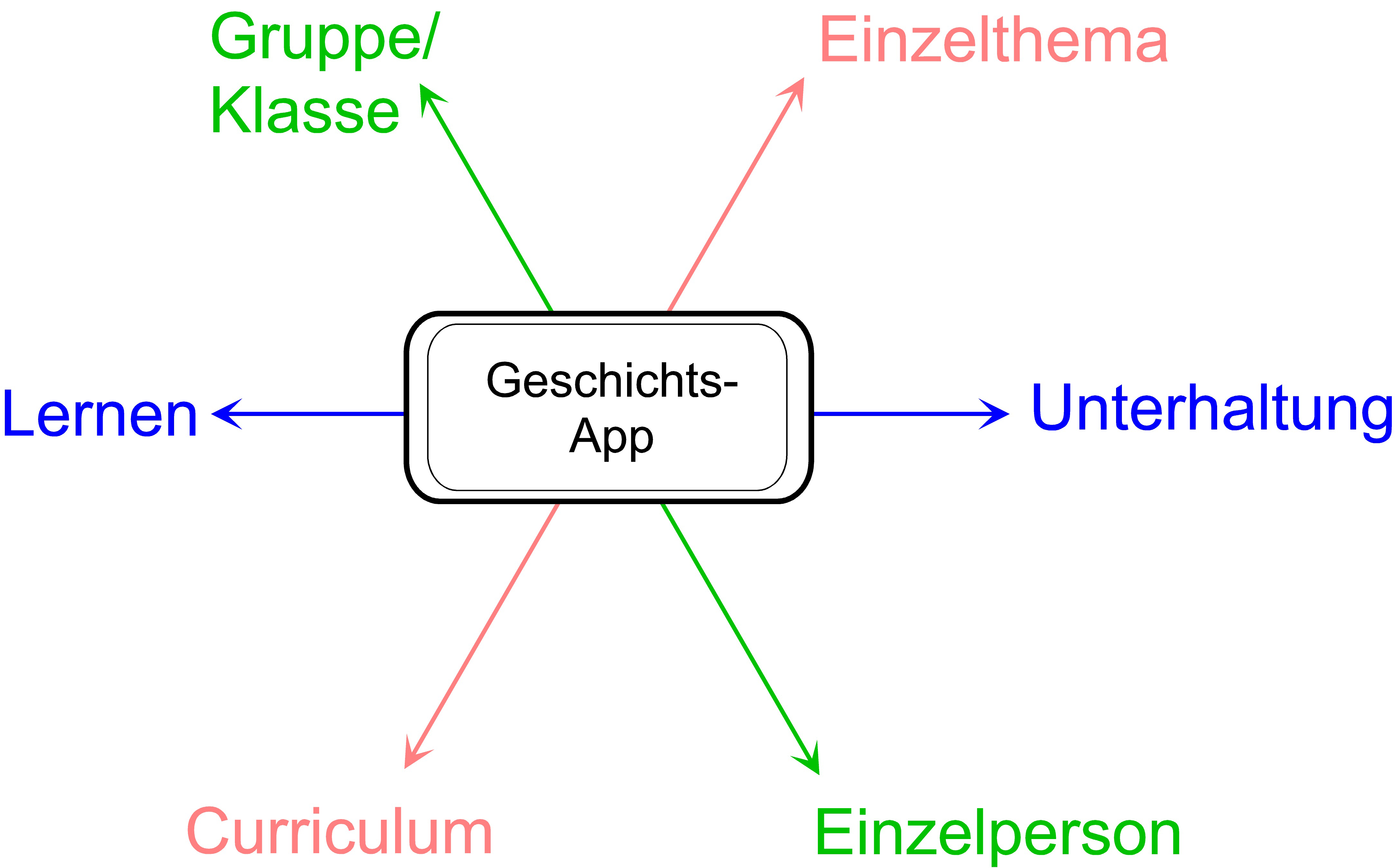
Dimensionen einer Geschichtsapp (Visualisierung)

Geschichts-App sind  Apps (Applikationen) für den Umgang mit Geschichte und  Geschichtskultur im Bereich des Lernens (siehe auch Lernsoftware, E-Learning), der Unterhaltung oder der Verbindung von Lernen und Ausbildung (siehe auch Edutainment). Sie werden genutzt zur Auseinandersetzung mit einem historischen Einzelthema oder im Rahmen eines Lehrgangs (Curriculum); in der Sozialform des Einzellernens oder im Rahmen einer Gruppe oder einer Klasse («flipped classroom»). Gemeinsam ist Apps die Interaktivität, das heißt die aktive Beteiligung der Nutzer, indem sie Aufgaben lösen. Diese können durch das Programm selbst oder im Rahmen eines Präsenzunterrichts ausgewertet werden. Von Lernplattformen unterscheiden sie sich dadurch, dass kein Material ausgetauscht wird und der Inhalt der App vorgegeben ist.

## Anwendungsbereiche und Zielsetzungen
- Lernspiele: Faktenwissen und -training; Lernspiele ermöglichen das spielerische Einprägen von Fakten und einfachen Zusammenhängen in der Form von Aufgaben im Multiple-Choice-Format. Beispiele: LearningApps.
- Simulationen: Erkenntnis; Simulationen ermöglichen Erkenntnisse durch das Durchspielen von vereinfachten Modellen von historischen Abläufen in der Form von Plan- oder Rollenspielen; siehe Simtainment.
- Schulung des  Historischen Denkens: Erwerb von geschichtsdidaktischen Kompetenzen (siehe Geschichtsdidaktische Kompetenzmodelle); Geschichte und Vergangenheit wahrnehmen, sich Geschichte und Vergangenheit erschließen, sich in Geschichte und Gegenwart orientieren, in Gegenwart und Zukunft handeln.[1] Solche Geschichts-App veranlassen die Nutzer zur Beschäftigung und Auseinandersetzung mit Quellen und Darstellungen (=Materialien) im Bereich von Geschichte und Geschichtskultur. Sie bauen mit einem Set von Materialien eine Lernlandschaft auf, in welcher die Nutzer sich teilweise geführt, teilweise frei bewegen und Aufgaben lösen. Beispiele:
  - Pivot the World: Das Projekt von Asma Jaber und Samit Jitan ermöglicht es, die Geschichte historischer Schauplätze über Bilddokumente zurückzuverfolgen und, gewissermaßen als Prosumer, selbst zu dokumentieren.
  - Das  Smithsonian National Museum of Natural History in Washington lässt mit einer App die Skelette archaischer Tiere in der 1881 eröffneten Bone’s Hall zum rekonstruierten Leben erwachen. Die Besucher können mithilfe der App erkennen, wie die Skelette auf die Lebensweise der Tiere schließen lassen.
  - «My Bourbaki Panorama»: Die Nutzer erschließen sich vor Ort im Bourbaki-Panorama in Luzern das riesige Gemälde über die Internierung der  Bourbaki-Armee an der  Schweizer Grenze im Winter 1871,[2] indem sie sich in zwei Figuren ihrer Wahl, deren Biographie wissenschaftlich aufgearbeitet wurde, hineinversetzen und die Ereignisse aus ihrer Perspektive erleben und einander in einem Brief schildern. Sie erstellen ihr persönliches «Bourbaki-Album».[3] Dieses können sie sich aus der App heraus als Ergebnis ihrer Arbeit mailen.
  - Die Geschichts-App «Fliehen vor dem Holocaust»[4] (2018) ermöglicht Jugendlichen die Begegnung mit fünf Menschen, die vor dem Holocaust fliehen mussten. Sie setzen sich interaktiv mit deren Erzählung auseinander und kombinieren diese mit historischen Quellen und Darstellungen zu einem persönlichen Album, das im  gemeinschaftlichen Lernen ausgewertet werden kann. Die App wurde erarbeitet vom Institut für Geschichtsdidaktik und Erinnerungskulturen der PH Luzern, dem österreichischen Institut für Holocaust Education des Bundesministeriums für Bildung, Wissenschaft und Forschung, _erinnern.at_, und vom Zentrum Nutzerzentrierte Technologien der FH Vorarlberg.
  - Die „App in die Geschichte“ bietet verschiedene Funktionen für das Geschichtslernen in schulischem und außerschulischem Kontext. Die Nutzer können multimediale Zeitleisten erstellen, Fotos gemeinsam verschlagworten und die Orte der Fotos auf einer Karte lokalisieren. Es handelt sich um eine kostenlos nutzbare WebApp, die über jeden Browser genutzt werden kann.[5]